# Жак Мушал (фудбалер)
Жак Мушал (Укел, 9. март 1900 — 30. октобар 1956) био је белгијски фудбалер који је учествовао на Летњим олимпијским играма 1928. и на Светском првенству 1930. године у Уругвају.